# Protovestiaire
Le protovestiaire (en grec πρωτοβεστιάριος) était un haut dignitaire de la cour des empereurs byzantins.

## Histoire
Au Ve siècle, il existait dans le Palais un vestiarium (en transcription grecque un βεστιάριον), c'est-à-dire une « garde-robe » dont l'importance était liée aux usages de la liturgie impériale, qui exigeait un nombre considérable de costumes, tant pour l'empereur lui-même que pour les dignitaires qui l'entouraient. Ce service était dirigé par un comes sacræ vestis (« comte du vêtement sacré »), subordonné au comes sacrarum largitionum. Au IXe siècle, on donne le nom de « grand vestiaire impérial » (μέγα βασιλικὸν βεστιάριον) à une administration du trésor qui n'a plus aucun rapport avec la garde-robe, et qui est dirigée par un « chartulaire du vestiaire » (χαρτουλάριος τοῦ βεστιαρίου) ; mais il existe d'autre part un « vestiaire privé » (οἰκειακὸν βεστιάριον), service tout à fait distinct dirigé par le « protovestiaire » (πρωτοβεστιάριον). C'était l'une des dix charges palatiales « par édit impérial » (διὰ λόγου βασιλικοῦ) qui étaient réservées aux eunuques, la seconde dans la hiérarchie après celle de parakimomène. Le vestiaire privé comprenait, non seulement les vêtements d'apparat, mais une foule d'objets de grande valeur (mobilier, vaisselle, produits pharmaceutiques...), et aussi d'énormes sommes d'argent qui servaient pour les gratifications aux dignitaires au moment des fêtes (ἀποκόμβια).
Jusqu'au XIe siècle, la charge de protovestiaire resta en général réservée aux eunuques. À partir du XIIe siècle, elle fut donnée à des grands seigneurs non eunuques, souvent des membres de la famille impériale, notamment un neveu de l'empereur. Au XIIIe siècle, le titre ne correspondait plus qu'à une fonction d'apparat pendant les cérémonies : signaler la présence de l'empereur, agiter la main portant des clefs à travers la tenture dissimulant le souverain à la vue des assistants, recevoir la couronne et les vêtements impériaux des mains du préposé... Le protovestiaire avait aussi le privilège exclusif, s'il apercevait un insecte ou une tache sur le vêtement impérial, d'y porter la main sans y être invité. Il faisait partie des « familiers » dont la tente, en campagne, était dressée près de celle de l'empereur, l'un des rares à avoir accès au vaisseau impérial. Michel VIII Paléologue (1261-1282) assigna au protovestiaire le quatrième rang dans la hiérarchie (juste après le césar), mais au milieu du XIVe siècle il fut rétrogradé au sixième rang, après le grand domestique et le panhypersébaste, mais avant le mégaduc. Ses insignes étaient un bâton recouvert d'or, de couleur or vert et parsemé de points brillants comme du verre, un manteau court également vert avec des ourlets, et des souliers verts. Les coempereurs et les césars avaient aussi leur protovestiaire, et l'impératrice une protovestiaire.
Le premier protovestiaire attesté historiquement est Léon Chamaidracon, qui exerçait cette fonction sous le règne de Théophile. Sous Michel III, le protovestiaire Théophane le Phargan participa au complot contre Théoctiste le Logothète (855). Sous Basile Ier, le protovestiaire Procope fut envoyé en Calabre à la tête d'une armée (880). En 883, Nicétas Helladicos, protovestiaire du jeune coempereur Léon VI, fut accusé de participation à un complot et fustigé. À la bataille de Bulgarophygon (896), l'armée byzantine était commandée par le domestique des Scholes Katakalon assisté du protovestiaire et patrice Théodose. Quelques années plus tard, le protovestiaire Christophe fut chargé d'enquêter sur le complot des Tzaoutzai dénoncé par Samonas ; ce même Christophe fonda un couvent à la dédicace duquel l'empereur Léon VI assista en personne. Au XIe siècle, Constantin Lichoudès fut titré proèdre et protovestiaire avant de devenir patriarche de Constantinople (on ne sait s'il était eunuque). Peu après, le chroniqueur Jean Skylitzès fut aussi protovestiaire. Le dernier, au XVe siècle, fut l'historien Georges Sphrantzès.